# سیمون پسچه
سیمون پسچه (انگلیسی: Simone Pesce؛ زادهٔ ۱۰ ژوئیهٔ ۱۹۸۲) بازیکن فوتبال اهل ایتالیا است.
از باشگاه‌هایی که در آن بازی کرده‌است می‌توان به باشگاه فوتبال آسکولی، باشگاه فوتبال کرمونزه، باشگاه فوتبال کاتانیا، باشگاه فوتبال لاتینا، و باشگاه فوتبال نووارا اشاره کرد.